# پوزانتی
پوزانتی (به ترکی استانبولی: Pozantı) شهری است در کشور ترکیه که در استان آدانا واقع شده‌است. جمعیت این شهر بر اساس سرشماری سال ۲۰۰۸ میلادی ۹٬۸۵۹ نفر و بر اساس برآوردهای سال ۲۰۰۹ میلادی ۹٬۸۸۳ نفر می‌باشد.